# Dickson (Oklahoma)
Dickson – miasto w Stanach Zjednoczonych, w stanie Oklahoma, w hrabstwie Carter.